# Dobszyna
Dobszyna (słow. Dobšiná, do 1927 Dobšina, niem. Dobschau, węg. Dobsina, łac. Dobsinium) – miasto na Słowacji w kraju koszyckim, w powiecie Rożniawa. Zabudowania miasta zajmują dolinę Dobszyńskiego Potoku (Dobšinský potok) i jego dopływów, w regionie Volovské vrchy.

## Historia
Miejscowość została po raz pierwszy wzmiankowana w 1326 jako Dobsina, kiedy to wspomniano miejscowego wójta Nikolausa otrzymującego prawa dla nowej gminy. Prawa miejskie otrzymała w 1417, jednak nie zachowały się potwierdzające to dokumenty. Do XIX wieku była to górnicza osada, gdzie wydobywano m.in. miedź, złoto, srebro i żelazo, zamieszkała głównie przez Niemców. Byli oni przezywani później Bulinerami i posługiwali się specyficznym dialektem. Jeszcze w pierwszej połowie XVI wieku przyjęli oni wyznanie luterańskie. Ludność ucierpiała w XVI i XVII wieku podczas napadów tureckich i powstań antyhabsburskich, kiedy miejscowa ludność niemiecka opowiedziała się po stronie Węgrów, a nie Wiednia.
W 1874 otwarto linię kolejową z miejscowości Bánréve, pomimo tego miasto traciło szybko na znaczeniu po wyczerpaniu złoży minerałów i do końca XIX wieku ubyło zeń około 1/3 mieszkańców, głównie Niemców. Po drugiej wojnie światowej pozostali Niemcy zostali wypędzeni, część z nich zginęła w masakrze w Przerowie.

## Zabytki
- Kościół ewangelicki – wyniosła, gotycka świątynia na planie krzyża łacińskiego, z dobudowaną wieżą. Pierwotnie kościół katolicki. Na skutek braków dokumentacyjnych, w związku głównie z rozległą przebudową z roku 1891 długo uważana była za budowlę neogotycką. W trakcie prac konserwacyjnych w 2004 r. we wnętrzu odkryto zespół średniowiecznych fresków; m.in. znajduje się tu jedyne na Słowacji przedstawienie mistyczki i anachoretki, św. Hildegardy z Bingen[6].

## Osoby związane z miastem
- Andrej Reiprich (1912–2002) – urodzony w Dobszynie wybitny słowacki entomolog-lepidopterolog

## Współpraca
Kobiór, Polska
 Rudabánya, Węgry
 Sajószentpéter, Węgry
 Šternberk, Czechy
 Teistungen, Niemcy

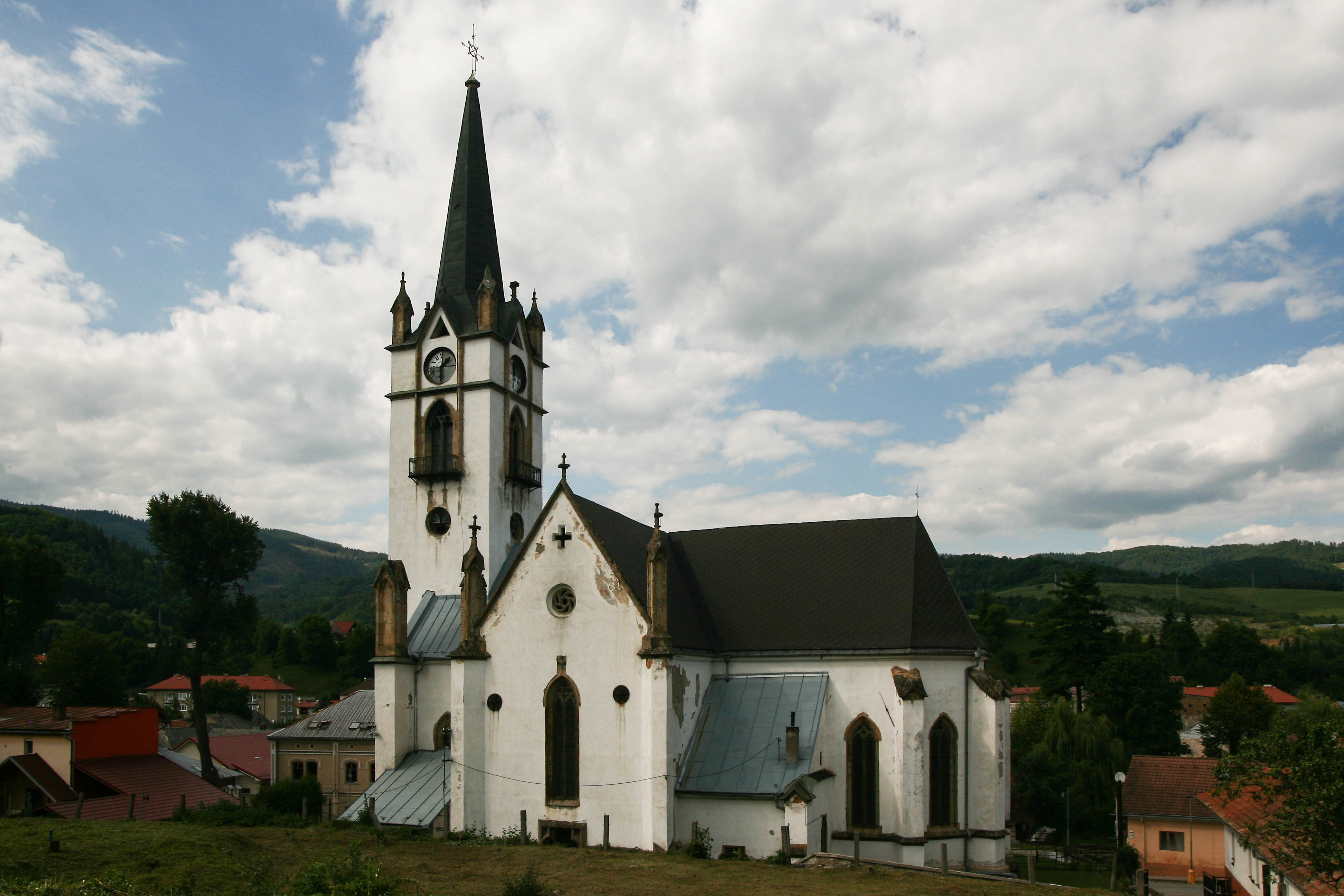
Kościół ewangelicki
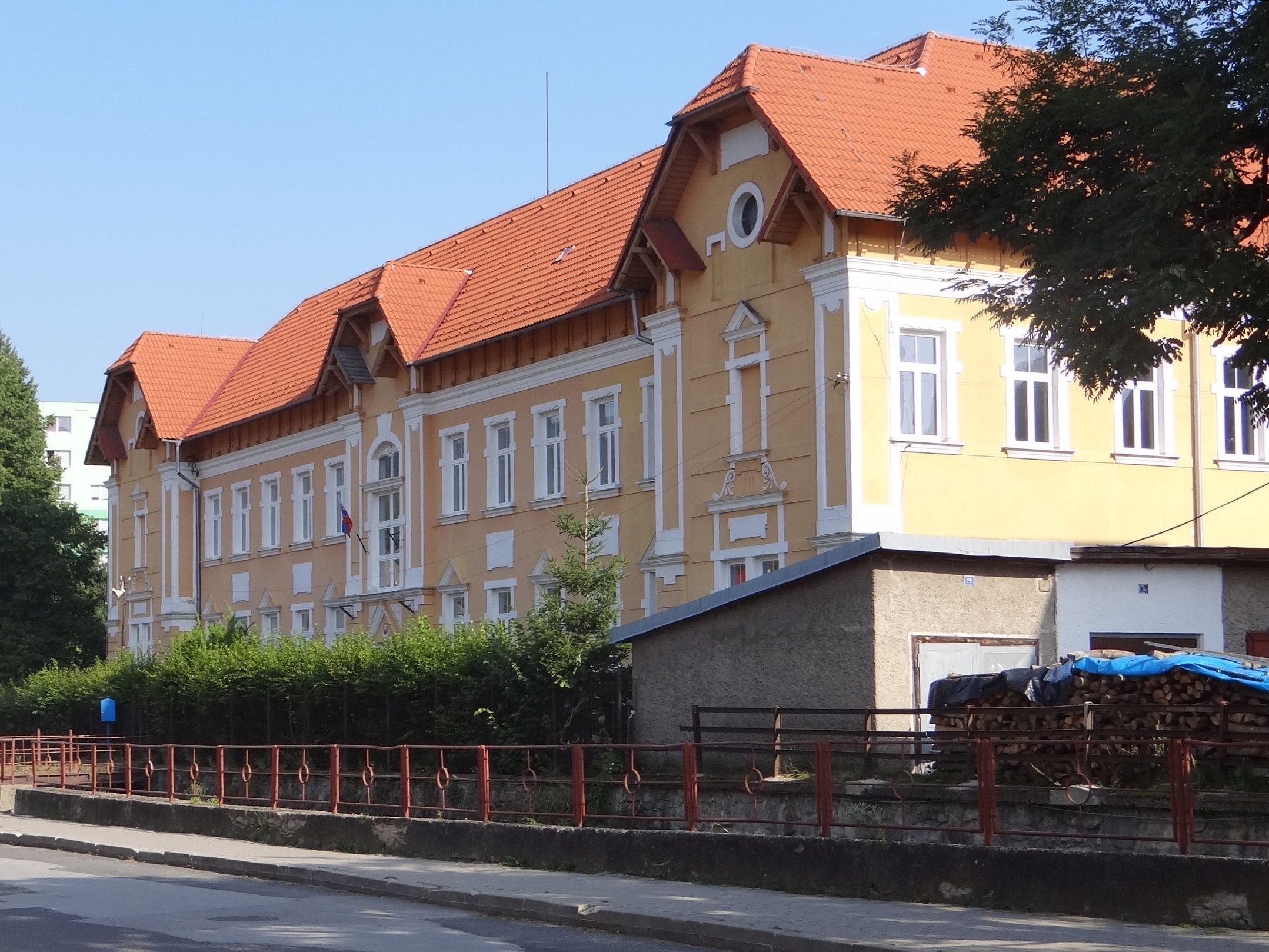
Historyczny budynek gimnazjum
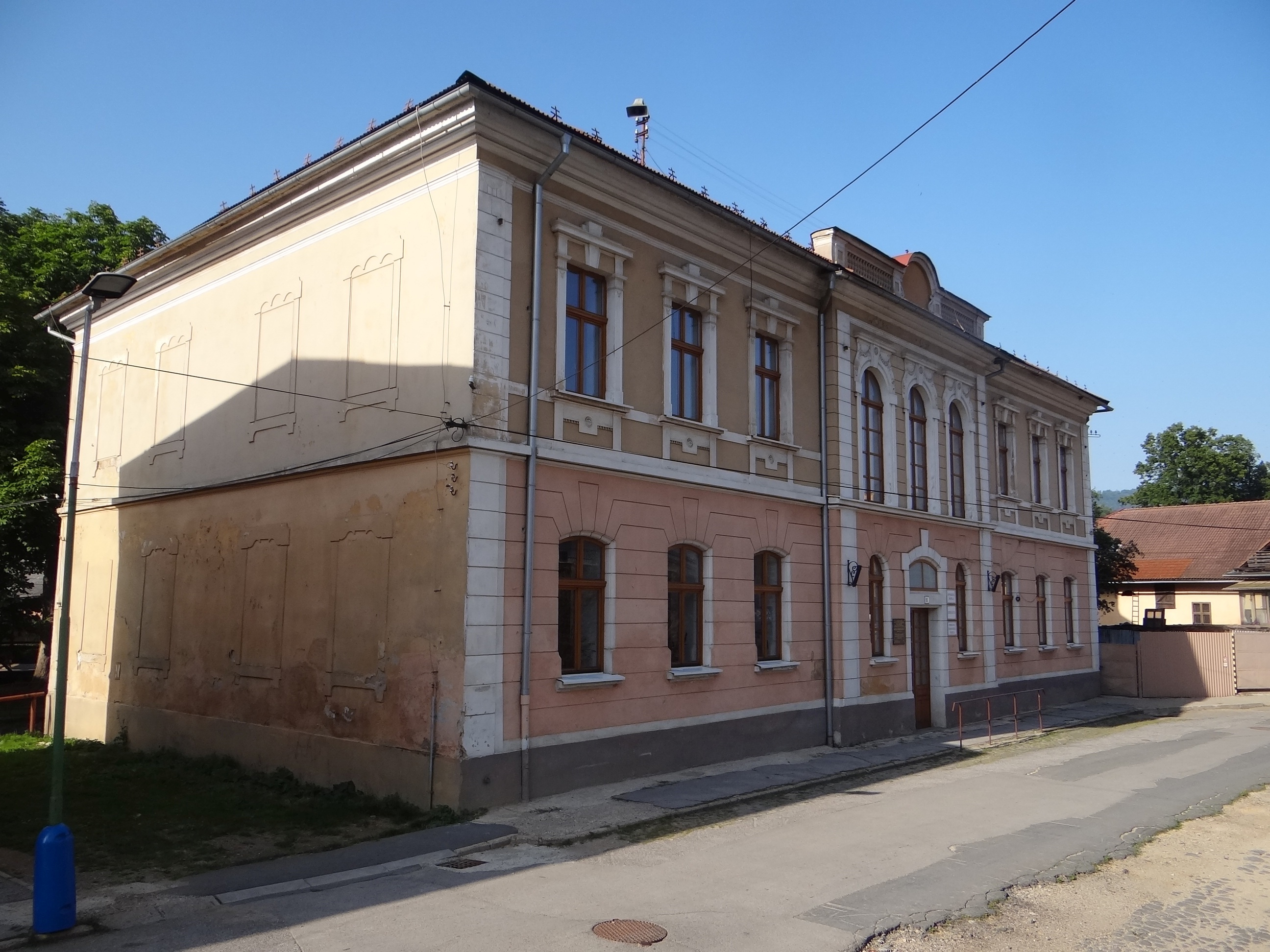
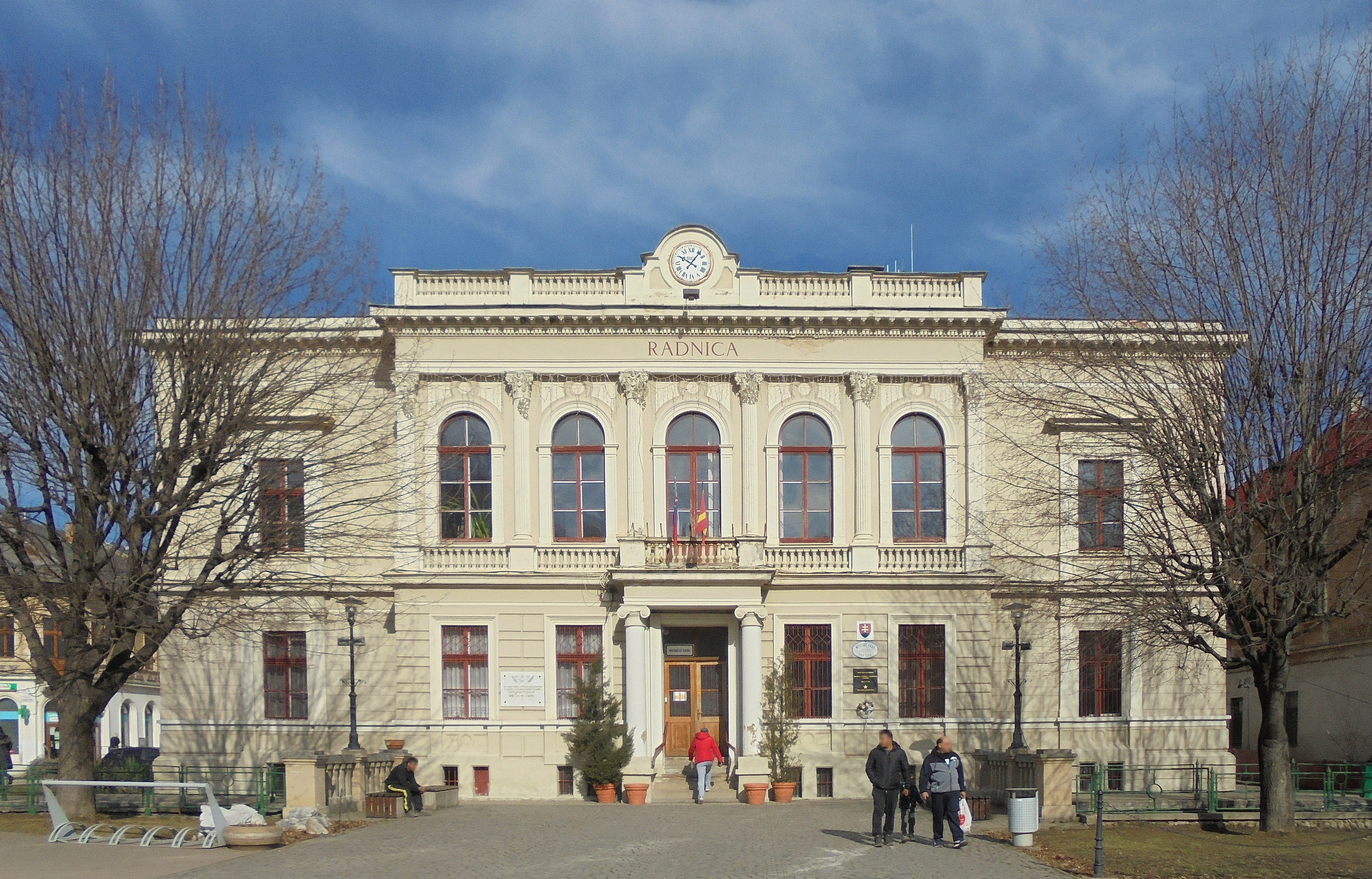